# Cerambyx nodulosus
Cerambyx nodulosus är en skalbaggsart som beskrevs av Ernst Friedrich Germar 1817. Cerambyx nodulosus ingår i släktet ekbockar, och familjen långhorningar. Inga underarter finns listade.